# Freie-Partie-Europameisterschaft 1961

Logo CEB (ausrichtender Verband)

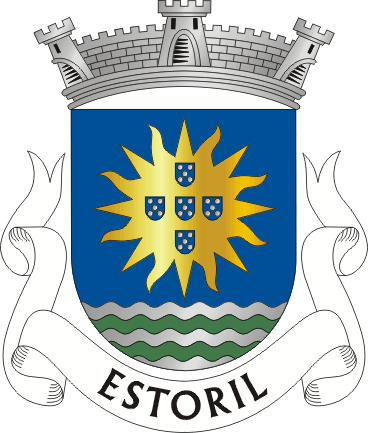
Veranstaltungsort: Estoril

Die Freie-Partie-Europameisterschaft 1961 war das 11. Turnier in dieser Disziplin des Karambolagebillards und fand vom 2. bis zum 5. Mai 1961 in Estoril statt. Es war die zweite Freie-Partie-Europameisterschaft in Portugal.

## Geschichte
Nach einer Niederlage in der zweiten Runde gegen den Wiener Fritz Vesely beendete der Eindhovener Henk Scholte das Turnier ohne weitere Niederlage. Der Titel war dennoch in Gefahr, da der beste Spieler des Turniers in der letzten Partie gegen Scholte die Partie beendet hatte und Scholte im Nachstoß ein Unentschieden brauchte, um Europameister zu werden. Das schaffte er nervenstark und sicherte sich nach Kees de Ruijter, der 1950 den Titel gewann, als zweiter Niederländer den Europameistertitel in der Freien Partie. Wieder auf Platz drei landete der Düsseldorfer Siegfried Spielmann. Es war seine vierte Medaille bei Europameisterschaften in dieser Disziplin.

## Modus
Gespielt wurde in einer Finalrunde „Jeder gegen Jeden“ bis 500 Punkte. Es wurden prolongierte Serien gewertet.
1. MP = Matchpunkte
2. GD = Generaldurchschnitt
3. HS = Höchstserie

## Abschlusstabelle

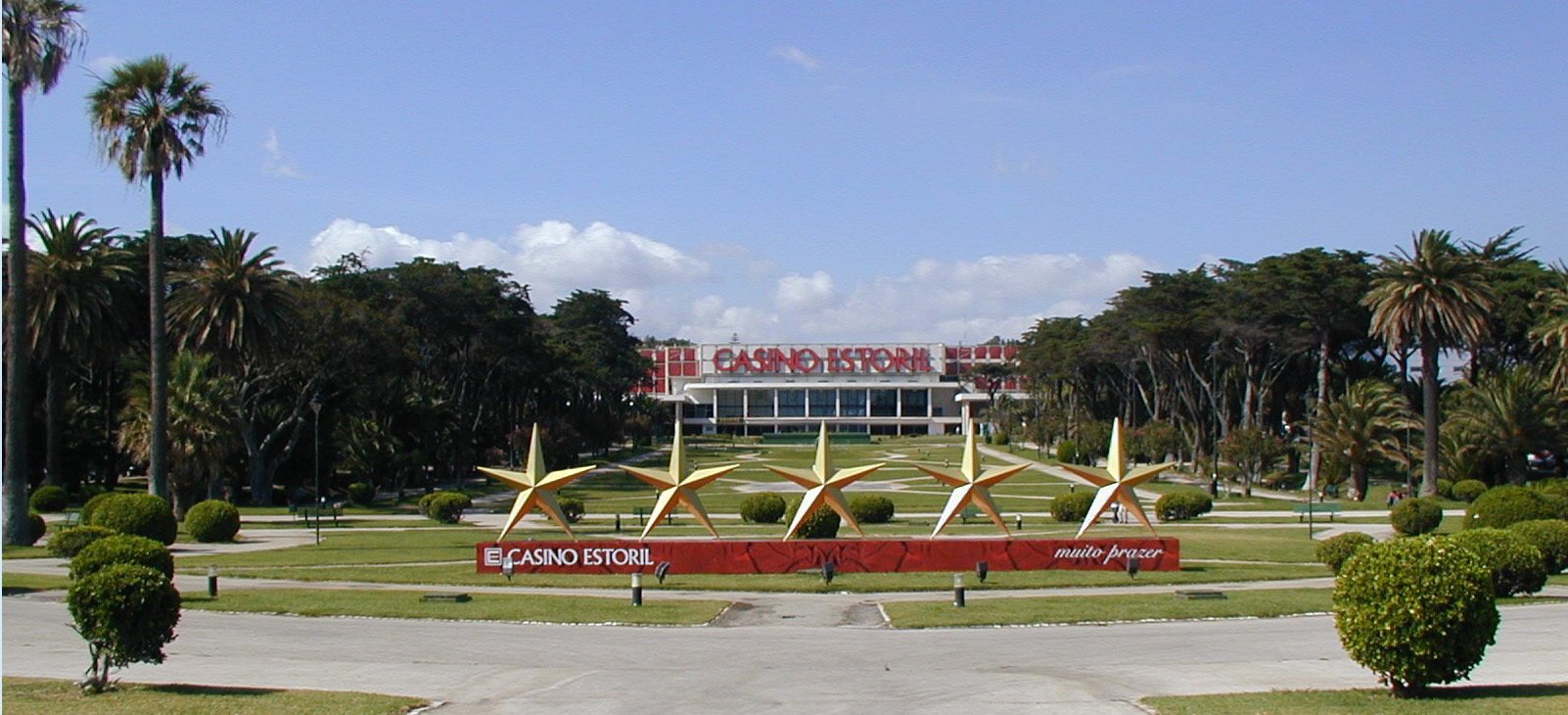
Das Casino Estoril

| MP    | Match Points (Sieger = 2; Unentschieden = 1; Verlierer = 0) |
| Pkte. | Erzielte Karambolagen                                       |
| Aufn. | Benötigte Versuche                                          |
| GD    | Generaldurchschnitt                                         |
| BED   | Bester Einzeldurchschnitt eines Spielers                    |
| HS    | Höchstserie                                                 |
|       | Bester GD des Turniers                                      |
|       | Bester ED des Turniers                                      |
|       | Beste HS des Turniers                                       |
|       | 1. Platz (Gold)                                             |
|       | 2. Platz (Silber)                                           |
|       | 3. Platz (Bronze)                                           |

| Platz                      | Name                | MP   | Pkte | Aufn. | GD     | BED    | HS   |
| -------------------------- | ------------------- | ---- | ---- | ----- | ------ | ------ | ---- |
| 1                          | Henk Scholte        | 11:3 | 3327 | 37    | 89,91  | 500,00 | 965  |
| 2                          | Joseph Vervest      | 10:4 | 3001 | 24    | 125,04 | 500,00 | 1486 |
| 3                          | Siegfried Spielmann | 9:5  | 2548 | 45    | 56,62  | 166,66 | 481  |
| 4                          | Jorge Pinto         | 8:6  | 2598 | 43    | 60,41  | 166,66 | 442  |
| 5                          | Salvador Orti Vélez | 7:7  | 2350 | 26    | 90,38  | 500,00 | 956  |
| 6                          | Antoine Schrauwen   | 7:7  | 2403 | 33    | 72,81  | 500,00 | 977  |
| 7                          | Fritz Vesely        | 4:10 | 1810 | 48    | 37,70  | 71,42  | 484  |
| 8                          | Jean Raval          | 0:14 | 422  | 36    | 11,72  | –      | 78   |
| Turnierdurchschnitt: 63,21 |                     |      |      |       |        |        |      |